# Diodórosz (filozófus)
Diodórosz (i. e. 2. század) görög filozófus
Türoszból származott, Kritolaosz tanítványa volt. A peripatetikus filozófia követője volt, ő volt Arisztotelész iskolájában az alapító halála után a hatodik vezető. Cicero említi munkáiban.